# Pinocchio (animatiefilm uit 2022)
Pinocchio is een stop-motion geanimeerde fantasy-dramafilm uit 2022, geregisseerd door Guillermo del Toro en Mark Gustafson, naar een scenario geschreven door del Toro, Matthew Robbins en Patrick McHale. De film is gebaseerd op het ontwerp van Gris Grimly uit zijn 2002-editie van de Italiaanse roman Pinokkio uit 1883 van Carlo Collodi. De hoofdrollen worden vertolkt door Gregory Mann, Ewan McGregor, David Bradley, Christoph Waltz, Tilda Swinton, Ron Perlman, Finn Wolfhard, Cate Blanchett, Tim Blake Nelson, Burn Gorman en John Turturro. De film won in 2023 de Oscar voor beste animatiefilm.

## Verhaal
Een hervertelling van het beroemde sprookje van Carlo Collodi over een houten pop die tot leven komt en ervan droomt een echte jongen te worden, vindt plaats in het fascistische Italië van de jaren dertig. Als Pinocchio echter tot leven komt, blijkt hij geen aardige jongen te zijn, maar juist het tegenovergestelde, waardoor hij kattenkwaad uithaalt en gemene streken uithaalt. Maar in de kern is Pinocchio "een verhaal van liefde en ongehoorzaamheid terwijl Pinocchio worstelt om aan de verwachtingen van zijn vader te voldoen en de ware betekenis van het leven leert kennen."

## Stemverdeling
| Personage                                   | Engelse stem     | Nederlandse stem   |
| ------------------------------------------- | ---------------- | ------------------ |
| Pinocchio                                   | Gregory Mann     | Sil van der Zwan   |
| Sebastian J. Cricket                        | Ewan McGregor    | Paul Disbergen     |
| Geppetto                                    | David Bradley    | Rob van de Meeberg |
| Count Volpe                                 | Christoph Waltz  | Sander de Heer     |
| Wood Spirit Death                           | Tilda Swinton    | Doris Baaten       |
| Podestà                                     | Ron Perlman      | Marcel Jonker      |
| Candlewick                                  | Finn Wolfhard    | Julius de Vriend   |
| Spazzatura                                  | Cate Blanchett   | Sjoerd Oomen       |
| Black Rabbits                               | Tim Blake Nelson | Wiebe-Pier Cnossen |
| Priest                                      | Burn Gorman      | Florus van Rooijen |
| Dottore                                     | John Turturro    | Edward Reekers     |
| Benito Mussolini Right Hand Man Sea Captain | Tom Kenny        | Simon Zwiers       |
| Carlo                                       | Alfie Tempest    | Rover Bakker       |

 De Nederlandse nasynchronisatie is geregisseerd door Petri van Dijk en vertaald door Marcel Jonker. De Nederlandse overige stemmen zijn ingesproken door Bo Burger, Florens Eykemans, Ida Verspaandonk, Jonathan Demoor, Joshua Albano, Leelou Rijsdam, Linda Verstraten, Luca van Ammers, Lucas van den Elshout, Melise de Winter, Olivier Banga, Romy Winters en Vajèn van den Bosch.

## Productie

Sculptuur van Pinocchio gebruikt in de film in een tentoonstelling in de Cineteca Nacional de México in Mexico-Stad.

In 2008 kondigde Guillermo del Toro zijn voornemen aan om een nieuwe bewerking van Pinokkio te maken. In de daaropvolgende negen jaar liep het project aanzienlijke vertragingen op, mede door het hoge budget dat nodig zou zijn geweest voor de door de regisseur gewenste Stop-motion-techniek. Na het stopzetten van het project in 2017, kocht Netflix in 2018 de rechten op de film, aangekondigd op 22 oktober van datzelfde jaar.
Op 31 januari 2020 werd aangekondigd dat Ron Perlman, Tilda Swinton, Ewan McGregor, Christoph Waltz en David Bradley zich bij de cast zouden voegen, samen met Gregory Mann, Cate Blanchett, Tim Blake Nelson, Finn Wolfhard, John Turturro en Burn Gorman in augustus van datzelfde jaar.
De opnames vonden plaats in Guadalajara en Portland tussen januari en juni 2020.

## Release
Pinocchio ging in première op 15 oktober 2022 op het Filmfestival van Londen. Na een korte draaiperiode in de bioscoop om in aanmerking te kunnen komen voor een Oscar-filmprijs bracht Netflix de film op 9 december 2022 uit op zijn streamingplatform.

## Ontvangst
Op Rotten Tomatoes heeft Pinocchio een waarde van 100% en een gemiddelde score van 8,7/10, gebaseerd op 14 recensies. Op Metacritic heeft de film een gemiddelde score van 93/100, gebaseerd op elf recensies.
In 2023 op de 95ste Oscaruitreiking won de film de Oscar filmprijs voor Beste Animatiefilm.

## Prijzen en nominaties
De belangrijkste:
| Jaar | Prijs                       | Categorie                             | Genomineerde(n)                                                      | Uitslag     |
| ---- | --------------------------- | ------------------------------------- | -------------------------------------------------------------------- | ----------- |
| 2023 | Golden Globes               | Beste filmmuziek                      | Alexandre Desplat                                                    | Genomineerd |
| 2023 | Golden Globes               | Beste nummer                          | Alexandre Desplat, Roeban Katz & Guillermo del Toro voor "Ciao Papa" | Genomineerd |
| 2023 | Golden Globes               | Beste film – animatie                 | Beste film – animatie                                                | Gewonnen    |
| 2023 | Critics' Choice Awards      | Beste animatiefilm                    | Beste animatiefilm                                                   | Gewonnen    |
| 2023 | Critics' Choice Awards      | Beste nummer                          | "Ciao Papa"                                                          | Genomineerd |
| 2023 | Critics' Choice Awards      | Beste filmmuziek                      | Alexandre Desplat                                                    | Genomineerd |
| 2023 | British Academy Film Awards | Beste animatiefilm                    | Beste animatiefilm                                                   | Gewonnen    |
| 2023 | British Academy Film Awards | Beste originele muziek                | Alexandre Desplat                                                    | Genomineerd |
| 2023 | British Academy Film Awards | Beste productieontwerp                | Curt Enderle & Guy Davis                                             | Genomineerd |
| 2023 | Satellite Awards            | Beste geanimeerde of mixed media film | Beste geanimeerde of mixed media film                                | Genomineerd |
| 2023 | Academy Awards (Oscars)     | Beste animatiefilm                    | Guillermo del Toro, Mark Gustafson, Gary Ungar & Alex Bulkley        | Gewonnen    |